# 福州人
福州人（英文：Foochowese，可擴展指閩人），视乎语境不同有多重意思，一般指在有历史记载时期中，祖籍、籍贯或出生成长地在福州，或有长期生活在福州的经历，与福州文化有强烈联系，且以福州此城为身份认同的华人。

## 概覽
福州本地人口主要属于由福州民系、福州蜑民構成的漢族，以及其他民族如畲族、苗族、土家族，也有來自外國的群体移民成为福州人。
福州作为中國東南方的大都会，历代都有大量人口进出，大部分人口来自福建省内，也有来自其它省份或海外的人口。由于“福州”的行政范围在历朝有诸多变迁，本条目基本以福州市今日的行政管辖范围为限。

### 身份認同
- 部分福州本地人认为，懂得纯正福州话，热爱并了解福州本土文化，且土生土长的人，才算得上是福州人。
- 基於福州戶口構築，部分新移民和外地人會認為只要持有當局核發的福州戶口，就可以福州人身份對外，但對於本地社會來說，第一點的前兩項不可或缺，同時還要热爱并了解福州本土文化；
- 而曾經在福州長久居住、成長或出生，或與福州有文化情感聯繫的人，也可以自我認同是福州人[6]；
- 籍貫或長居在倉山區（三江口等鄉鎮）、馬尾區、長樂區、閩侯縣等遠郊區的人士，會有限於認可本鄉村、本片區或完整認可身份的分歧，基於以前這些地方屬於郊區、郊縣，不在福州城區範圍；

- 福州下轄的長樂、福清等地方長大的人在與福州本地人交流時也認為自己是當地人，例如福清的會說自己是福清人，一般不會稱自己是福州人；

- 政府媒體也會宣稱只要是在福州打工的外來工也算福州人，稱「新福州人」。[7][8]

## 語言文化
福州是歷史悠久的通商口岸，海外華僑眾多，幾乎每個福州人都有親戚在海外，所以福州人客觀具有容納多種不同地域文化共存的傳統。 
在中華民國大陸時期及之前，福州的學校都使用福州話母語授課。至中國共產黨主政後開始打壓閩語，學校全部改為普通話，且不保留母語課程，繼而宣傳在學校說福州話不文明對學生進行處罰等措施。在文化大革命時期，所有關於閩語福州話的戲曲等都被取締，換成鋪天蓋地的普通話革命紅歌。從此時起，福州作為閩語中心區的角色被馬祖所取代，閩方言至今仍然是馬祖官方語言，沒有當局的行政干預使其得到充分的繁榮和發展。 
到近年來，當局意識到閩語福州話已經有很多新生代不會說的情況，有隨時面臨失傳的風險，當局有準備及時保護的風向。在2015左右時間有福州市民提出意見後，福州地鐵和福州公交上陸續開始使用閩語、普通話、英語的三語報站和雙語報站。之後的時間也陸陸續續的有福州的人大代表提出恢復福州方言的教學和在日常中的使用，同時也開始在一些學校試點課程
。甚至已經有關於閩語的教科書出版提供學習，並在各所學校開展閩語教學課程。

### 原居民與移民關係
部分福州人認為，當局打壓與受其影響抗拒融入社會的外地人過多，造成福州閩語被邊緣化。甚至由於外地人口的流入，導致福州犯罪率持續飆升，致使在千禧年出生的小孩在上小學的時候都會被家族教育要及時回家晚上不要出去玩或者出門需有家族陪伴出行的情況。在談婚論嫁的時候甚至會告誡子女，不要找福州或福建以外的外江儂結婚。

## 傳統生活模式
福州人性格低調、務實和温顺。称呼邻里为“四鄰八舍”和“厝邊”，住在附近的人為“鄉里”，邻里关系好且樂於守望相助，習慣和氣生財。
- 語言文字：講閩語福州話，經歷長年打壓政策，不少新生代的福州人已經常使普通話直譯的閩語詞而不使用閩語原有的詞彙，部分人連普通詞彙的讀音也出錯。受福州電視台、當地傳統祠廟、廟會以及互聯網的影響，福州人大部分都會看繁體中文，本土年輕人在網上有時使用正體字和閩語中文字的情況。

- 喝茶：喝茶為老一輩福州人的日常必需，一般都是從下午或者晚上或是有時招待親朋好友或人客時候喝。

- 閩菜：蔬菜類一般较北方人清淡，魚肉卻讲求鲜味，喜欢吃海鲜野味。家庭菜多以清蒸加炒菜的清淡口味为主，而在酒店则以鲜味为主。在舊時，福州部分人士口味广，什麼都敢吃[17]。

- 涼茶：因應濕熱氣候，福州人有時以涼茶消暑[18]。

- 食汤：福州人喜歡喝湯，每頓飯都必須都要有湯，如紫菜湯、菜頭湯、海帶湯、豆腐蠣、太平燕、佛跳牆等[19][20]。

- 宵夜：福州人時有在深夜至睡前吃小吃的習慣。

- 溫泉：擁有「金湯文化」的福州素來有喜歡泡溫泉來沐浴、養生、療疾，同時福州人也將泡溫泉視作為社交場所，因而泡溫泉成為福州人尤其是老一輩福州人生活中重要的休閒內容之一[21][22]。

- 知慳識儉：不喜鋪張浪費，不亂花無謂錢，有親朋好友辦酒席快散場的時候喜歡打包[23][24]。

- 公民社會：福州人的議政程度較高，在上世紀和本世紀，福州工人文化宮的前門附近經常有老人聚集冇講時事熱點和當今政治的公共議題討論。甚至還有老人在那裡塗鴉當今對社會當下和對毛澤東的不滿，但之後也很快就被警察給擦掉，為此現在的毛澤東雕像附近片區已經使用圍欄圍起來防止有人再次貼傳單和塗鴉。

## 福州名人
福州是中国的历史文化名城，曾诞生过4100多名进士、40余名状元，以及大批的著名官员、将领、学者，现代更产生了74名两院院士，可谓人杰地灵。在福州的历史上，既出现了颇具影响力的政治人物，也培育了重要的军事将领，以及宗教名人，还有活跃于海内外的企业家，同时还有体坛名人，更有等享誉盛名的学者和等著名文人。
| 領域       | 人物 |
| ---------- | --- |
| 政治軍事界 | 无诸、沈崧、倪曙、许将、萧国梁、馬鐸、叶向高、谢肇淛、翁正春、曹學佺、甘國寶、林则徐、沈葆楨、陈季同、陈宝琛、黄乃裳、林长民、林觉民、萨福懋、郑孝胥、林國賡、曾仲鸣、方君瑛、梁鸿志、石美瑜、林森、林述慶、陈希、苗华、王小洪、吐突承璀、陳友定、张经、林兆鼎、劉家謀、謝章鋌、萨镇冰、陈绍宽、李鼎新、劉步蟾、林永昇、何剛德、陳衍、刘冠雄、黃鍾瑛、杜锡珪、萨师俊、郭化若、張敏儀、王延政、朱文进、李仁达、殷汝耕、方声涛、陈齐瑄 |
| 學術界     | 陈第、陈梦雷、黃宗彝、严复、陳天尺、葉長青、林徽因、陈岱孙、吴宪、萨支唐、萨本栋、高鲁、张钰哲、王绶琯、梁守槃、黄春平、侯德榜、林家翹、鄧叔群、萧光琰、王世真、李诗颖、陈景润、陈茹玉、吴孟超、董奉、郑天挺 |
| 宗教界     | 百丈怀海、黄蘗希运、临水夫人、照天君、張慈觀、玄沙師備、隐元隆琦、即非如一、倪柝声 |
| 商界       | 張秋舫、羅金城、曾文乾、李鬱齋、楊鴻斌、林绍良、林文鏡、蔡雲輝、郭鹤年、张晓卿、黄如论、郭良德、曹德旺、张轩松、屈翠容 |
| 文學藝術界 | 张元幹、萧德藻、黃榦、赵以夫、郑思肖、林鸿、林紓、黃葆戉、林庚、江古怀、謝婉瑩、庐隐、朱谦之、郑振铎、郭白陽、王世襄、郑敏、郁秀、林白水、鄭奕奏、林芝芳、鹿橋、蔡襄 |
| 體育界     | 吴清源、黄珊汕、侯玉珠、徐云丽、姚金男、刘灵玲、田厚威 |